# スナイパー時村正義の働き方改革
『スナイパー時村正義の働き方改革』（スナイパーときむらまさよしのはたらきかたかいかく）は、2020年3月12日から3月26日まで毎週木曜日24時59分 - 25時29分にCBCテレビで放送されたテレビドラマ。主演は高杉亘と高田夏帆。
主演の二人だけで繰り広げられていくワンシチュエーションドラマでありながら働き方改革というテーマを見事に描いた作品として評価された。
深夜放送ながら続編を希望する声があり、2020年5月、2020年10月に再放送された。

## 受賞歴
- 2020年日本民間放送連盟賞番組部門 テレビドラマ番組 最優秀[3]
- 令和2年度（第75回）文化庁芸術祭 優秀賞[4]
- JNNネットワーク協議会 特別番組賞